# Florian Haxha
Florian Haxha (ur. 22 kwietnia 2000 w Berlinie) – kosowski piłkarz grający na pozycji pomocnika w Motorze Lublin, reprezentant Kosowa w piłce nożnej.

## Kariera klubowa

### Początki
Wychowanek berlińskich klubów piłkarskich. Swoje początki zaczynał w zespołach BFC Dynamo oraz Hertha BSC.

### Niemcy
Pierwsze kroki w seniorskiej piłce stawiał w Hertha BSC. Jako zawodnik tego klubu przeszedł drogę od zespołów młodzieżowych do rezerw klubu. Łącznie w klubie ze stolicy Niemiec zaliczył 70 meczów. Nie zdołał debiutować w pierwszej drużynie.

### Austria
Przed sezonem 2023/24 dołączył do zespołu zaplecza austriackiej Bundesligi – Kapfenberger SV. W klubie zaliczył łącznie 55 występów w ramach ligi oraz Pucharu Austrii. Dobre występy w sezonie 2024/25 zaowocowały pierwszym powołaniem do dorosłej reprezentacji Kosowa.

### Polska
23 czerwca 2025 został zawodnikiem Motoru Lublin, do którego dołączył na zasadzie transferu definitywnego. Podpisał kontrakt do końca sezonu 2026/27 z opcją przedłużenia od kolejny sezon. 

## Kariera reprezentacyjna
Zawodnik powoływany do kosowskich reprezentacji narodowych. Pierwsze powołania i mecze rozegrał w ramach reprezentacji Kosowa do lat 17. Występował także w kategoriach wiekowych U–21.
6 czerwca 2025 zawodnik zadebiutował w pierwszej reprezentacji Kosowa w towarzyskim meczu przeciwko reprezentacji Armenii.